# فریسدورف
فریسدورف (به آلمانی: Friesdorf) یک منطقهٔ مسکونی در آلمان است که در مانزفیلد واقع شده‌است. فریسدورف ۳۶۸ نفر جمعیت دارد.